# Kapituła generalna
Kapituła generalna – oficjalne zebranie większej liczby członków zakonu lub zgromadzenia zakonnego, którzy będąc przedstawicielami swoich prowincji czy krajów, mają prawo podejmować decyzje ważne dla przyszłości wspólnoty (np. wybór przełożonego generalnego).